# 黑臀光鰓魚
黑臀光鰓魚（學名：Chromis nigroanalis），又稱黑臀光鰓雀鯛，是輻鰭魚綱鱸形目雀鯛科光鰓魚屬的其中一種，分布於印度洋肯亞、馬爾地夫及印尼爪哇海海域，深度20至40公尺，體長可達12公分，棲息在外海礁坡，以浮游生物為食，繁殖期時成對出現，雄魚會守護卵直到孵化，生活習性不明。